# Circus (cançó de Britney Spears)
Circus és el segon single del sisè àlbum d'estudi "Circus" de la cantant estatunidenca Britney Spears. Va ser llençat oficialment per Jive Records el 2 de desembre de 2008, coincidint amb el llançament de l'àlbum amb el mateix títol i el 29è aniversari de Spears. Va ser escrita per Dr.Luke, Claude Kelly i Benny Blanco amb una metàfora sobre la vida de la cantant. La cançó va rebre bona crítica, molts considerant un bon so electrònic.
"Circus" va arribar als tops situant-se en el top-ten d'Austràlia, Canada, Dinamarca, Nova Zelanda, Suècia i els Estats Units, i passant pel top-vint en alguns països d'Europa. "Circus" és una de les més ben venudes cançons de tots els temps, havent venut uns 5,5 milions de còpies per tot el món. Va interpretar la cançó per primer cop al programa "Good Morning America". També va formar part com a cançó inicial en el repertori del tour oficial de l'àlbum The Circus Starring: Britntey Spears.
Un vídeo del single va sortir a la xarxa el 4 de desembre de 2008. Va ser dirigit per Francis Lawrence i ens mostra a Britney en un entorn circense amb ella com a domadora. El vídeo va rebre bona crítica, encara que PETA va considerar "crueltat envers els animals". Els que se'n van encuidar d'ells van assegurar que no era veritat.

## Vídeo Musical
El vídeo musical va ser gravat del 28 d'octubre de 2008 al 2 de desembre, i al cap de 2 dies ja va ser llençat a la red. Dirigit per Francis Lawrence, i gravat a Los Angeles, podem veure com es va gravar part d'ell en el documental sobre el retorn de la cantant titulat "Britney: For The Record". Primer, estava previst ensenyar-lo el 5 de desembre en "Entertainment Tonight, però es va moure al 4 de desembre un minut abans.

### Argument
El vídeo comença amb Spears pentinant-se davant d'un tocador, vestida de forma cirquense. Comença la cançó i comença a cantar, se situa en una fila de pallassos i ballarins vestits com ella. En el coro ens trobem a Britney i ballarins ballant dins d'una circumferència amb sorra al seu interior. En algunes escenes intercalades, podem descobrir a mims i altres personatges que formen el món del circ. Després, la trobem amb ballarines amb una coreografia amb cadires fins que arriba la tornada i la podem observar amb un "body" brillant davant d'una pluja d'espurnes, i es mostren escenes intercalades amb elefants i lleons i ella amb un barret de color negre. Seguidament, la trobem al voltant d'un cercle de foc amb ballarins coreografiant un ball. Fins que el vídeo acaba la veiem amb dos elefants als seus costats i ballarins penjant del sostre i ella amb el barret.

## Actuacions en viu
"Circus" va ser interpretada el 2 de desembre de 2008 en el programa de "Good Morning America", juntament amb "Womanizer". També formava part del repertori del tour oficial de l'àlbum The Circus Starring: Britney Spears. En aquesta gira, es va criticar molt el "playback" que es deia que utilitzava, considerant que "Circus" era l'única cançó que cantava en viu. La cantant va negar tals acusacions, senyalant que només "Piece Of Me" era interpretada amb "playback".

## Track lists
- CD Single 1

1. "Circus" – 3:12
2. "Womanizer" (Mike Rizzo Funk Generation Edit) – 3:51

- CD Single 2

1. "Circus" – 3:12
2. "Circus" (Tom Neville's Ringleader Remix) – 7:52
3. "Circus" (Diplo Circus Remix) – 4:24
4. "Circus" (Junior Vasquez Club Circus) – 9:01
5. "Circus" (Music Video)

- Digital Download

1. "Circus" – 3:12
2. "Circus" (Tom Neville's Ringleader Remix) – 7:52

- Digital EP — The Remixes

1. "Circus" (Diplo Circus Remix) – 4:24
2. "Circus" (Tom Neville's Ringleader Remix) – 7:52
3. "Circus" (Villains Remix) – 5:17
4. "Circus" (Linus Love Remix) – 4:39
5. "Circus" (Junior Vasquez Electric Circus) – 9:02

## Crèdits i personal
- Britney Spears – lead vocals
- Lukasz Gottwald – songwriting, production, drums, keyboards, programming, guitar
- Claude Kelly – songwriting, background vocals
- Benjamin Levin – songwriting, production, drums, keyboards, programming
- Serban Ghenea – mixing
- John Hanes – Protools editing
- Cathy Dennis – background vocals
- Myah Marie – background vocals